# Le Montsaugeonnais
Le Montsaugeonnais est une commune nouvelle, située dans le département de la Haute-Marne en région Grand Est, créée le 1er janvier 2016.

## Géographie
La nouvelle commune du Montsaugeonnais reprend le nom de l'ancien comté dont le siège était la commune déléguée de Montsaugeon et qui comprenait les deux autres communes déléguées de 
Prauthoy, située la plus au nord) à 20 km au sud de Langres et au sud-ouest de Chalindrey, et Vaux-sous-Aubigny, la plus au sud, située respectivement, à 13 km et à 23 km au nord-est de Selongey et de Is-sur-Tille et à 40 km au nord de Dijon. Plus de deux kilomètres séparent Prauthoy et Vaux-sous-Aubigny. 
Montsaugeon est la seule à ne pas se trouver sur l'axe principal, la route nationale 74 (tronçon Dijon-Langres), qui traverse la Haute-Marne du nord au sud, éloignée de celle-ci de huit cents mètres.
| Le Val-d'Esnoms    | Saint-Broingt-les-Fosses Villegusien-le-Lac | Dommarien         |
| Rivière-les-Fosses | Montsaugeonnais                             | Choilley-Dardenay |
| Selongey Côte-d'Or | Occey                                       | Isômes            |

### Hydrographie
La commune est dans le bassin versant de la Saône au sein du bassin Rhône-Méditerranée-Corse. Elle est drainée par la Coulange, le Badin, la Foreuse, le ruisseau de la Fosse et l'Etivau.
La Coulange, d'une longueur de 11 km, prend sa source dans la commune de Le Val-d'Esnoms et se jette  dans le Badin à Isômes, après avoir traversé quatre communes. 
Le Badin, d'une longueur de 17 km, prend sa source dans la commune de Le Val-d'Esnoms et se jette  dans la Vingeanne à Cusey, après avoir traversé quatre communes. 
La Foreuse, qui prend sa source à Saint-Broingt-les-Fosses, traverse Prauthoy et Montsaugeon et se jette dans la Vingeanne à Choilley-Dardenay.

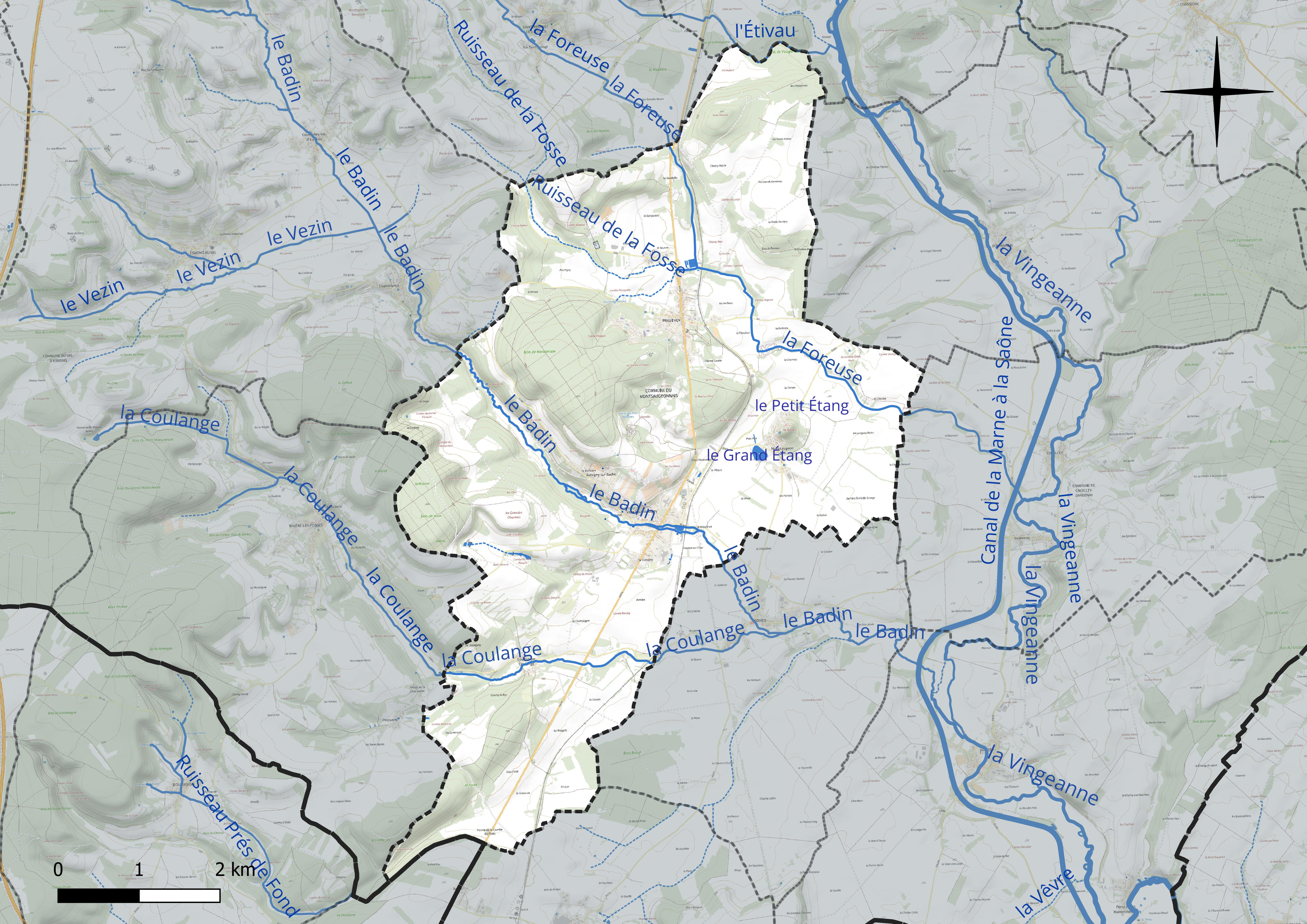
Réseau hydrographique du Montsaugeonnais.

### Climat
Pour des articles plus généraux, voir Climat du Grand Est et Climat de la Haute-Marne.
En 2010, le climat de la commune est de type climat des marges montargnardes, selon une étude du Centre national de la recherche scientifique s'appuyant sur une série de données couvrant la période 1971-2000. En 2020, Météo-France publie une typologie des climats de la France métropolitaine dans laquelle la commune est exposée à un climat océanique altéré et est dans la région climatique  Lorraine, plateau de Langres, Morvan, caractérisée par un hiver rude (1,5 °C), des vents modérés et des brouillards fréquents en automne et hiver. 
Pour la période 1971-2000, la température annuelle moyenne est de 10 °C, avec une amplitude thermique annuelle de 17,1 °C. Le cumul annuel moyen de précipitations est de 970 mm, avec 13,1 jours de précipitations en janvier et 8,5 jours en juillet. Pour la période 1991-2020, la température moyenne annuelle observée sur la station météorologique de Météo-France la plus proche, « Coublanc », sur la commune de Coublanc à 13 km à vol d'oiseau, est de 10,9 °C et le cumul annuel moyen de précipitations est de 926,7 mm. 
La température maximale relevée sur cette station est de 41 °C, atteinte le 25 juillet 2019 ; la température minimale est de −26 °C, atteinte le 9 janvier 1985,,. 
Les paramètres climatiques de la commune ont été estimés pour le milieu du siècle (2041-2070) selon différents scénarios d'émission de gaz à effet de serre à partir des nouvelles projections climatiques de référence DRIAS-2020. Ils sont consultables sur un site dédié publié par Météo-France en novembre 2022.

## Urbanisme

### Typologie
Au 1er janvier 2024, Le Montsaugeonnais est catégorisée commune rurale à habitat dispersé, selon la nouvelle grille communale de densité à sept niveaux définie par l'Insee en 2022.
Elle est située hors unité urbaine et hors attraction des villes,.

## Histoire
Créée par un arrêté préfectoral du 19 novembre 2015, la commune du Montsaugeonnais est issue du regroupement des trois communes de Montsaugeon, Prauthoy et Vaux-sous-Aubigny, devenues des communes déléguées. Son chef-lieu est fixé à Prauthoy.

## Politique et administration
| Période       | Période       | Identité              | Étiquette | Qualité                                           |
| ------------- | ------------- | --------------------- | --------- | ------------------------------------------------- |
| janvier 2016  | novembre 2017 | Charles Guené         | LR        | sénateur, précédemment maire de Vaux-sous-Aubigny |
| décembre 2017 | mai 2020      | Sylvain Della Casa    |           | précédemment maire puis maire délégué de Prauthoy |
| mai 2020      | En cours      | Olivier Oliveira-Cruz |           |                                                   |

Lors de la fusion des trois communes, des objectifs précis ont été donnés pour chacune d'elles : Prauthoy, chef-lieu de la commune nouvelle, est chargée de la partie administrative du village ; Vaux-sous-Aubigny, commune déléguée la plus peuplée, doit, quant à elle, créer des commerces. Montsaugeon, de par son riche passé, doit entretenir son label « site pittoresque » et, par conséquent, créer un attrait touristique parallèlement à la création d'un nouveau parc national, dont la commune est localisée dans l'aire d'adhésion.
| Nom               | Code Insee | Intercommunalité                           | Superficie (km2) | Population (dernière pop. légale) | Densité (hab./km2) |
| ----------------- | ---------- | ------------------------------------------ | ---------------- | --------------------------------- | ------------------ |
| Prauthoy (siège)  | 52405      | CC d'Auberive Vingeanne et Montsaugeonnais | 12,30            | 491 (2013)                        | 40                 |
| Montsaugeon       | 52340      | CC d'Auberive Vingeanne et Montsaugeonnais | 6,32             | 78 (2013)                         | 12                 |
| Vaux-sous-Aubigny | 52509      | CC d'Auberive Vingeanne et Montsaugeonnais | 14,71            | 690 (2013)                        | 47                 |

## Économie

### Vignoble
En 1988, à l'initiative entre autres du sénateur-maire Charles Guené, a été créée l'ARVEM (Association pour le Renouveau du Vignoble en Montsaugeonnais), ainsi que l'Ordre des Chevaliers du Montsaugeonnais, dans l'objectif de relancer la tradition vinicole locale. En 1995, les premiers plants de vignes sont plantés. Le caveau, nommé le Muid Montsaugeonnais, est situé dans les bâtiments d'un ancien garage à la sortie sud de Vaux-sous-Aubigny. Les produits du Muid ont été récompensés au salon de l'agriculture 2005 par une médaille d'or pour le chardonnay 2004 et une médaille d'argent pour le rosé 2005. Le Guide Hachette des vins 2007 a également décerné une étoile au pinot noir élevé en fût de chêne 2004.
Chaque année, les quelque 200 membres de l'Ordre se retrouvent lors de la Saint-Vincent tournante, à Vaux-sous-Aubigny, Rivière-les-Fosses, Chatoillenot, Montsaugeon ou encore Prauthoy.
En 2016, les entrepôts du Muid Montsaugeonnais sont victimes d'un important incendie qui détruit une bonne partie des crus de l'année 2015. Depuis, de nouveaux locaux, beaucoup plus spacieux et ayant permis une modernisation de la production, ont été construits sur le même emplacement.

## Lieux et monuments
Montsaugeon
- L'église paroissiale Notre-Dame-de-la-Nativité (IMH en 1926)[16].
- Croix située à l'entrée du donjon (IMH en 1926)[17].
- Halles (IMH en 1996)[18].

Prauthoy
- Château de Prauthoy[19].
- Monument aux morts de la guerre de 1870[20].

Vaux-sous-Aubigny
- Église paroissiale et prieurale Saint-Symphorien (XIIe et XIIIe siècles) - Aubigny[21].
- Fontaine Ronde[22].
- Statue Notre-Dame de la Mercie (1946).
- Lavoirs.

## Personnalités liées à la commune
- Charles Dadant : né à Vaux-sous-Aubigny le 23 mai 1817 et mort le 16 juillet 1902 à Hamilton (Illinois, États-Unis), inventeur de la ruche à cadre standard à laquelle il donne son nom, il émigre aux États-Unis en 1863.
- Charles Guené : né à Puteaux le 6 avril 1952, il est homme politique français, membre du groupe Les Républicains. D'abord directeur juridique de la maroquinerie de luxe de Vaux-sous-Aubigny et maire de la commune avant son rattachement, entre 1983 et 2015, et maire de la commune nouvelle, en 2016 et 2017, il est sénateur de la Haute-Marne depuis 2001. Entre 2011 et 2014, il est vice-président du Sénat. Charles Guené a également été président du PETR du Pays de Langres, de l'Association des Maires de la Haute-Marne et de la Communauté de communes d'Auberive Vingeanne et Montsaugeonnais.
- Pierre Mathey : né à Prauthoy le 30 juillet 1890 et mort le 27 novembre 1972 à Langres, il est homme politique français, membre du groupe parlementaire gauche démocratique. Il est sénateur sous la quatrième et cinquième république. Elu le 19 juin 1955, il est réélu le 26 avril 1959 et le 26 septembre 1965. Pierre Mathey exerce la fonction de secrétaire du Sénat, membre de la commission des affaires culturelles.
- Sylvain Templier : né à Soissons le 27 décembre 1971, il est ostéopathe au centre hospitalier de Langres puis à domicile, à Prauthoy. Suppléant de Bérangère Abba, il est élu député de la Haute-Marne en 2020 en tant que membre de La République en marche, alors que celui-ci a quitté le département l'année précédente pour Lucq-de-Béarn. Bérangère Abba lui cède sa place lorsqu'elle accède au secrétariat d'état chargé de la Biodiversité.